# Yevgeny Gavrilenko
Yevgeny Gavrilenko (Unión Soviética, 5 de abril de 1951) es un atleta soviético retirado, especializado en la prueba de 400 m vallas en la que llegó a ser medallista de bronce olímpico en 1976.

## Carrera deportiva
En los JJ. OO. de Montreal 1976 ganó la medalla de bronce en los 400 metros vallas, con un tiempo de 49.45 segundos, llegando a meta tras los estadounidenses Edwin Moses que con 47.63 segundos batió el récord del mundo, y Michael Shine (plata).